# Evangelista Andreoli
Evangelista Andreoli (Disvetro (Emilia-Romagna), 27 de gener, 1810 – Mirandola (Emilia-Romagna), 16 de juny, 1875), va ser una pianista i organista italiana.

## Biografia
Fill de Pietro Andreoli i Annunziata Porta, Evangelista va néixer l'any 1810 a Disvetro, en aquell moment part del municipi de Casare, a la província de Mòdena. Uns anys més tard es va traslladar amb la seva família a Mirandola, on va ingressar al seminari. En escoltar els exercicis d'orgue de Giovanni Domenico Vischi, aviat va aprendre a tocar el clavicèmbal "d'oïda".
Abandonats els estudis, va obrir una escola de música per ensenyar piano, treballant com a professor durant anys a l'escola de música de Mirandola.
El 10 de desembre de 1831 es va casar amb Anna Campagnoli, de qui va néixer Guglielmo (senior) el 1835, Carlo el 1840, Rosa el 1843 i Evangelista Giuseppe el 1845. Després de la mort de la seva dona el 14 de maig de 1851, es va casar per segona vegada amb Giovanna Guvi el 1851. Gener 1860, que va donar a llum a Maria l'1 de març. Uns mesos després, a causa d'una malaltia incurable, els metges van haver d'amputar-li les dues cames a Evangelista. Construint-se, quasi sol, una mena de cadira de rodes, va tornar a començar a donar classes de música. El 9 de gener de 1862 va néixer el sisè fill, Guglielmo Andreoli, junior, batejat amb el nom del fill nascut de la seva primera dona i que havia mort de tabe el 1860.
Gràcies al seu talent en la docència, va obrir una escola de música a Mòdena amb els seus fills Rosa i Evangelista Guglielmo, obtenint els elogis de grans artistes italians. Per la seva obra, el 1870 va obtenir, a proposta del ministre d'educació pública, l'honor de cavaller de l'Orde de la Corona d'Itàlia.
Sense cames, va exercir com a organista de la parròquia de Mirandola gràcies al seu disseny i creació d'un extraordinari aparell ortopèdic, que lligava al pedal la soca de la cuixa esquerra.
La seva família era nombrosa i cinc fills es van convertir en músics, entre els quals podem citar Carlo Andreoli, Guglielmo Andreoli sènior i Guglielmo Andreoli júnior.
Després d'una llarga malaltia, Evangelista Andreoli va morir als 65 anys.
Carlo (1840–1908) va estudiar piano i orgue amb el seu pare i posteriorment es va distingir per les seves valuoses gires a França i Anglaterra, així com per la seva carrera com a professor al Conservatori de Milà. Juntament amb Guglielmo va fundar i dirigir els "Concerts Simfònics Populars".
Guglielmo junior (1862–1932), va tenir un excel·lent professor en el seu pare i va contribuir al renaixement musical italià.
Guglielmo senior (1835–1860), ben entrenat pel seu pare, va ser anomenat un "nen prodigi", però tenia greus problemes de salut i va morir només amb 25 d'edat.